# Boavista Futebol Clube 2014-2015
Questa voce raccoglie le informazioni riguardanti il  Boavista Futebol Clube  nelle competizioni ufficiali della stagione 2014-2015.

## Rosa
| N. |                       | Ruolo | Calciatore           |
| -- | --------------------- | ----- | -------------------- |
| 1  | Portogallo (bandiera) | P     | Mika                 |
| 2  | Portogallo (bandiera) | D     | João Dias            |
| 3  | Brasile (bandiera)    | D     | Lucas                |
| 4  | Portogallo (bandiera) | D     | Fábio Ervões         |
| 5  | Portogallo (bandiera) | D     | Pedro Costa          |
| 6  | Portogallo (bandiera) | C     | Bernardo Tengarrinha |
| 7  | Capo Verde (bandiera) | A     | Brito                |
| 8  | Brasile (bandiera)    | A     | Leozinho             |
| 9  | Senegal (bandiera)    | A     | Fary Faye            |
| 10 | Brasile (bandiera)    | A     | Bobô                 |
| 11 | Camerun (bandiera)    | A     | Christian Pouga      |
| 14 | Argentina (bandiera)  | A     | Julián Montenegro    |
| 17 | Ghana (bandiera)      | A     | Quincy Owusu-Abeyie  |
| 20 | Brasile (bandiera)    | C     | Diego Lima           |
| 21 | Argentina (bandiera)  | P     | Daniel Monllor       |
| 22 | Portogallo (bandiera) | D     | Carlos Santos        |
| 24 | Nigeria (bandiera)    | C     | Reuben Gabriel       |

| N. |                       | Ruolo | Calciatore        |
| -- | --------------------- | ----- | ----------------- |
| 25 | Portogallo (bandiera) | D     | Afonso Figueiredo |
| 27 | Brasile (bandiera)    | C     | Anderson Carvalho |
| 29 | Senegal (bandiera)    | P     | Mamadou Ba        |
| 30 | Portogallo (bandiera) | C     | Miguel Cid        |
| 35 | Senegal (bandiera)    | C     | Yoro Lamine Ly    |
| 42 | Senegal (bandiera)    | C     | Idrissa Mandiang  |
| 55 | Honduras (bandiera)   | D     | Brayan Beckeles   |
| 66 | Portogallo (bandiera) | C     | Diogo Gouveia     |
| 70 | Portogallo (bandiera) | A     | Zé Manuel         |
| 75 | Nigeria (bandiera)    | A     | Michael Uchebo    |
| 77 | Cina (bandiera)       | A     | Wei Shihao        |
| 80 | Brasile (bandiera)    | C     | Ancelmo Júnior    |
| 80 | Brasile (bandiera)    | C     | Samu              |
| 91 | Brasile (bandiera)    | D     | Anderson Correia  |
| 94 | Brasile (bandiera)    | D     | Philipe Sampaio   |
| 16 | Slovacchia (bandiera) | D     | Marek Čech        |